# Kultura kuro-arakska

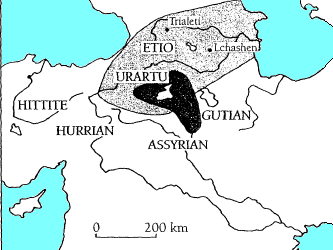
Zasięg kultury kuro-arakskiej w jej wczesnej fazie. Nazwy na mapie ukazują stosunek kultury kuro-arakskiej (jasnoszary kolor) do późniejszych jednostek kulturowych (czarny kolor to państwo Urartu).

Kultura kuro-arakska – kultura archeologiczna eneolitu i wczesnej epoki brązu. Jej nazwa pochodzi od rzek Kura i Araks.

## Geneza
Kultura kuro-arakska wywodzi się jeszcze z eneolitu. Kaukaz w jej przypadku okazał się być jedynie pozorną barierą. Położenie pomiędzy Bliskim Wschodem a obszarami stepowymi pozwoliło ludności kuro-arakskiej na korzystanie z dziedzictwa wielu ludów i wielu obszarów, co bardzo wpłynęło na rozwój lokalnych społeczności. Obszary górzyste bogate w złoża metali okazały się być swoistym refugium dla okolicznych ludów.

## Chronologia i obszar występowania
Kultura ta rozwijała się od początku IV tysiąclecia p.n.e. jeszcze jako kultura eneolityczna. Rozwijała się do około 2500 lat p.n.e., kiedy zaczęła stopniowo zanikać. Przeżywała się ona jednak aż do końca III tysiąclecia p.n.e. W jej rozwoju wyróżniamy zazwyczaj trzy fazy, przy czym na terenach północnych (Dagestan) jednostka ta pojawia się dopiero w fazie młodszej. Kultura kuro-arakska zajmowała całe Zakaukazie, a zwłaszcza obszary położone nad rzekami Kurą i Araksem. Sięgała aż do północno-zachodniego Iranu i wschodniej Anatolii, a jej wpływy dają się zauważyć nawet na terenie Syrii i Palestyny. Ku północy sięgała do Czeczeno-Inguszetii, Dagestanu i północnej Osetii.

## Gospodarka
Podstawą gospodarki było rolnictwo z uprawą sprzężajną (zwłaszcza na równinach) oraz tarasową i hodowla zwierząt. Wśród zbóż dominowały różne odmiany pszenicy i jęczmień. Zboże żęto sierpami o obsydianowych lub krzemiennych wkładkach. Ludność tej kultury znała konia, jak i transport kołowy. W połowie III tysiąclecia rolnicza gospodarka zaczęła przeżywać kryzys związany ze zmianami klimatycznymi.

## Osadnictwo i budownictwo
Stanowiska kultury kuro-arakskiej to głównie osiedla, które występują w różnych środowiskach geograficznych. Spotyka się je zarówno na obszarach nizinnych, gdzie przybierają formę telli, wyżynnych i pagórkowatych gdzie występują na miejscach z natury obronnych, jak i w wysokich górach. W budownictwie mamy domy różnych typów, z czego najczęściej spotykamy domy budowane na planie koła, z kamienia lub suszonej cegły na podmurówce kamiennej. Ich średnica wynosi najczęściej 4 – 5 metrów, a grubość ścian dochodzi do 1 metra. Często do kolistych budowli dobudowane są budynki czworoboczne. Niektóre domostwa dzielą się na przedsionek i izbę. Z niektórych stanowisk znamy także domy na planie prostokąta, jak i domy na planie zbliżonym do prostokąta, z zaokrąglonymi rogami. Dachy były płaskie, wsparte na drewnianych belkach. Znajdowały się w nich dymniki, przez które wydobywał się ze środka dym. We wnętrzu mamy do czynienia z kolistymi paleniskami, wykonanymi z gliny, niekiedy ozdobnymi i dekorowanymi reliefem geometrycznym. Niekiedy dekorowane malunkami były także wnętrza domów. Osiedla nie były zabudowane w sposób planowy, a domostwa grupowały się w małe, nieregularne skupienia, chociaż znamy także przypadki kiedy domy były rozłożone wokół dziedzińca. W niektórych osiedlach spotyka się jamy zasobowe służące do przechowywania ziarna.
Najbardziej znane stanowiska tej kultury to Kul Tepe, gdzie odkryto 28 kolistych budowli o średnicach od 4 do 13 metrów, Mingeczaur skąd znamy wspomniane już budowle o planie zbliżonym do prostokąta z zaokrąglonymi rogami oraz Kvacchelebi, gdzie odkryto budynek, uważany przez niektórych badaczy za świątynię.

## Obrządek pogrzebowy
Ludność kultury kuro-arakskiej preferowała szkieletowy obrządek pogrzebowy. Zmarli chowani byli w skrzyniach kamiennych, czasami pod nasypami kurhanów. Występują także pochówki wewnątrz osiedli mieszkalnych, często między domami lub pod podłogami domostw. Trudno jednak w takich przypadkach ustalić jaki jest stosunek czasowy funkcjonowania domostw ze znalezionymi pod nimi grobami. We wschodnich partiach Zakaukazia, zwłaszcza w Azerbejdżanie, spotyka się groby ciałopalne.

## Inwentarz
Garncarstwo ludności kultury kuro-arakskiej było bardzo rozwinięte. Typowe są tu naczynia wazowate, z których niektóre zaopatrzone są w dwa ucha oraz naczynia z dwoma uchami umieszczonymi przy brzegu, a także kubki i pokrywki. Wśród ornamentów najpopularniejsze są spirale, koncentrycznie ułożone koła, pasma zygzakowate, trójkąty, pasma zakreskowane, jak i schematyczne i zgeometryzowane przedstawienia zwierząt.
W omawianej jednostce kulturowej poświadczony jest wysoki poziom metalurgii brązowej, stosującej technologię uzyskiwania brązów cynowych. Bogata metalurgia ilustruje proces tworzenia się na terenach kaukaskich silnych ośrodków metalurgicznych, pracujących na miejscowych surowcach i tworzących swój własny styl.
Poświadczone jest także tkactwo oraz obróbka kości, krzemieni i obsydianu. Spotykamy także gliniane figurki antropomorficzne i zoomorficzne oraz gliniane ozdobne podstawki na paleniskach.

## Zanik i wpływ na powstanie innych kultur
W połowie III tysiąclecia w związku ze zmianami klimatu załamała się gospodarka obszarów zakaukaskich. Zmniejszyła się w tym czasie liczba osiedli, a od północy zaczęły przenikać grupy ludności o gospodarce pasterskiej. Nastąpił proces kształtowania się nowej jednostki taksonomicznej zwanej kulturą bedeńską. Należy zauważyć również, że formy naczyń występujące w kulturze kuro-arakskiej mają swoje odpowiedniki w młodszych od niej kulturach z Kotliny Karpackiej, a nawet z Półwyspu Iberyjskiego.